# 2024 في السودان
تحتوي هذه المقالة على أهم الأحداث التي شهدتها السودان في 2024، إضافة إلى أهم الشخصيات السودانية المولودة والمتوفية في هذه السنة.

## السياسة

### الحُكم:
- الرئيس ـ رئيس مجلس السيادة الإنتقالي: الفريق أول ركن عبدالفتاح البرهان

### التعينات:
نوفمبر
- السفير علي يوسف أحمد الشريف وزير الخارجية
- خالد علي الأعيسر وزير الثقافة والإعلام[1]

### أبريل
- السفير علي الصادق وزير الخارجية[2]

#### نوفمبر
- السفير حسين عوض علي محمد وزير الخارجية[3]
- دكتور جراهام عبدالقادر وزير الثقافة والإعلام[4]

### الوفيات:
- هاشم صديق، شاعر سوداني
- محمد المكي ابراهيم، شاعر سوداني
- محمد ابراهيم خليل، قانوني وسياسي
- بروفيسور الطيب عبدالرحمن، طبيب وأكاديمي[5]
- اللواء ركن (م)  عثمان عبدالله محمد، وزير الدفاع الأسبق[6]
- حاتم مأمون، مصور فتوغرافي[7]
- عبد المجيد سلطان كيجاب، بطل السوداني وسباح العالمي[8]
- الفريق مهدي بابو نمر، عسكري وزعيم أهلي[9]
- محجوب محمد صالح، صحفي سوداني، عميد الصحافة السودانية[10]

## أحداث

### يناير
- تنسيقية القوى الديمقراطية المدنية (تقدم) توقع مع قوات الدعم السريع إعلان أديس أبابا لوقف الحرب.[11]

### فبراير
- محمد حمدان دقلو قائد قوات الدعم السريع يلتقي عبدالحميد الدبيبة رئيس حكومة الوحدة الوطنية الليبية المؤقتة بطرابلس.[12]

### مارس
- الجيش السوداني يعلن سيطرته علي مباني الهيئة العامة للإذاعة والتلفيزيون بمدينة ام درمان.[13]
- السودان يقدّم شكوى إلى مجلس الأمن الدولي ضد الإمارات[14]

### أبريل
- القوة المشتركة لحركات الكفاح المسلح تعلن إنحيازاها للقتال بجانب الجيش السوداني ضد قوات الدعم السريع.[15]

### مايو
- تنسيقية القوى الديمقراطية المدنية (تقدم) تقييم مؤتمرها التأسيسي واختيار رئيس الوزراء السابق عبد الله حمدوك رئيساً للهيئة القيادية.[16]

### يونيو
- الجيش السوداني يعلن مقتل قائد الدعم السريع في ولاية شمال دارفور علي يعقوب خلال معارك في مدينة الفاشر.[17]

### يوليو
- عودة العلاقات الدبلوماسية بين السودان وإيران[18]

### أغسطس
- فتح معبر أدري الحدودي من أجل المساعدات الإنسانية الي إقليم دارفور[19]
- مباحثات جنيف بشأن الوضع في السودان بمبادرة من الولايات المتحدة ومشاركة مصر والإمارات والمملكة العربية السعودية والاتحاد الأفريقى والأمم المتحدة.[20]

### أكتوبر
- الولايات المتحدة تفرض عقوبات على القوني حمدان دقلو موسى أحد قادة الدعم السريع[21]

#### نوفمبر
- السودان يشكو تشاد اللجنة الإفريقية لحقوق الإنسان والشعوب[22]
- مجلس الأمن يفرض عقوبات على اثنين من قادة قوات الدعم السريع مسؤول العمليات عثمان محمد حامد محمد وقائد قوات الدعم السريع في غرب دارفور عبد الرحمن جمعة بارك الله[23]

#### ديسمبر
- تغيير العملة الوطنية لفئتي ألف جنيه و500 جنيه.[24]
- الاتحاد الأوروبي يفرض عقوبات على أربعة عسكريين في الجيش السوداني وقوات الدعم السريع، متهماً إياهم بتهديد السلام والاستقرار والأمن في السودان.[25]
- إنطلاق إمتحانات الشهادة الثانوية المؤهلة للجامعة ومؤسسات التعليم العالي بعد انتظار الطلاب نحو 20 شهرا، إثر تعليقها بسبب اندلاع الحرب في البلاد[26]